# Sooraj R. Barjatya

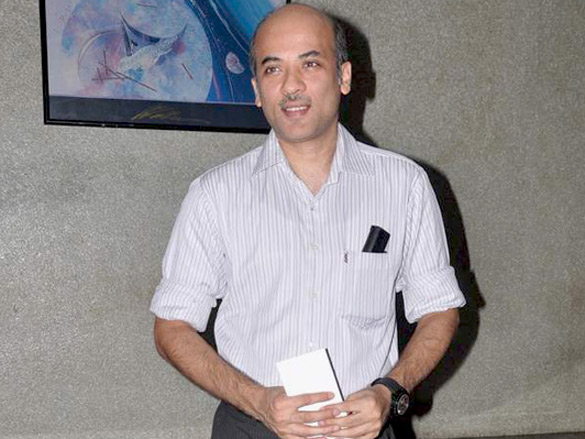
Sooraj Barjatya

Sooraj R. Barjatya (* 22. Februar 1965 in Bombay, Maharashtra, Indien) ist ein indischer Regisseur der Hindi-Filmindustrie. Seine Filme wurden unter Rajshri Productions, die sein Vater Tarachand Barjatya 1947 gegründet hatte, veröffentlicht.

## Leben
Sooraj R. Barjatya machte seinen Regiedebüt mit dem Film Maine Pyar Kiya (1989) mit Salman Khan, der ebenfalls in diesem Film debütierte. Der Film war sehr erfolgreich und machte ihn und Salman Khan zum Star.
1994 landete er wieder mit Salman Khan einen großen Hit. Der Film Hum Aapke Hain Koun…! erreichte den All time blockbuster-Status und zählt zu den größten Hits der Hindi-Filmindustrie.
Mit Hum Saath-Saath Hain: We Stand United landete er nur einen kleinen Hit, obwohl Salman Khan wieder als Hauptdarsteller zu sehen war.
Sein vierter Film Main Prem Ki Diwani Hoon – Ich sehne mich nach deiner Liebe (2003) mit Hrithik Roshan und Kareena Kapoor wagte er einen Schritt ins moderne Kino. Der Film wurde von Kritikern als schlecht empfunden und an den Kassen machte er sich nur solide.
Der neueste Film von Sooraj R. Barjatya ist Vivah, ein weiterer Blockbuster, diesmal mit Shahid Kapoor und Amrita Rao. Vivah war auch ungewöhnlich lange im Kino zu sehen.

## Filmografie

### Als Regisseur
- 1989: Maine Pyar Kiya
- 1994: Hum Aapke Hain Koun…!
- 1999: Hum Saath-Saath Hain: We Stand United
- 2003: Main Prem Ki Diwani Hoon – Ich sehne mich nach deiner Liebe
- 2006: Vivah

### Als Drehbuchautor
- Maine Pyar Kiya (1989)
- Hum Aapke Hain Koun…! (1994)
- Hum Saath-Saath Hain: We Stand United (1999)
- Main Prem Ki Diwani Hoon – Ich sehne mich nach deiner Liebe (2003)
- Vivah (2006)

### Als Produzent
- Hum Aapke Hain Koun…! (1994)
- Hum Saath-Saath Hain: We Stand United (1999)
- Main Prem Ki Diwani Hoon – Ich sehne mich nach deiner Liebe (2003)
- Vivah (2006)

## Auszeichnungen
- National Film Award/Bester Unterhaltungsfilm für Hum Aapke Hain Koun…! (1995)
- Star Screen Award/Bestes Drehbuch für Hum Aapke Hain Koun…! (1995)
- Star Screen Award/Beste Regie für Hum Aapke Hain Koun…! (1995)
- Star Screen Award/Bester Film für Hum Aapke Hain Koun…! (1995)

## Trivia
- In all seinen Filmen hieß der Hauptdarsteller Prem.
- Seine Filme handeln meist von Liebesgeschichten und Familiendramen.
- In seinen ersten drei Filmen besetzte er Salman Khan als Hauptdarsteller.